# Prudentópolis Esporte Clube
Il Prudentópolis Esporte Clube, noto anche semplicemente come Prudentópolis, è una società calcistica brasiliana con sede nella città di Prudentópolis, nello stato del Paraná.

## Storia
Il club è stato fondato il 25 maggio 1968. Il Prudentópolis ha vinto il Campeonato Paranaense Terceira Divisão nel 1997. Il Prudentópolis ha partecipato alla Coppa del Brasile nel 2004, dove è stato eliminato ai sedicesimi di finale dall'Internacional.

## Palmarès

### Competizioni statali
- Campeonato Paranaense Terceira Divisão: 1

1997